# アドルファス・ケンブリッジ (初代ケンブリッジ侯爵)
ケンブリッジ侯爵アドルファス・チャールズ・アレグザンダー・アルバート・エドワード・ジョージ・フィリップ・ルイス・ラディスローズ・ケンブリッジ（Adolphus Charles Alexander Albert Edward George Philip Louis Ladislaus Cambridge, 1868年8月13日 - 1927年10月23日）は、グレートブリテンおよびアイルランド連合王国の貴族。父はヴュルテンベルクの王族・テック公フランツ・パウル。母は連合王国国王ジョージ3世の第7王子ケンブリッジ公アドルファスと妃オーガスタの娘メアリー・アデレード。姉は連合王国国王ジョージ5世の妃メアリー。弟にフランシス、アスローン伯アレグザンダーがいる。

## 生涯
1968年、ケンジントン宮殿でテック公夫妻の第2子かつ長男として生まれた。家族からは「ドリー」（Dolly）と愛称で呼ばれた。
ウェリントン大学で学んだ。
テック公家がヴュルテンベルク王国の王族（王位継承権を持たない）であったため、自身もヴュルテンベルクの王侯としての称号を保持していたが、第一次世界大戦で英国王室がドイツ帝国における称号を全て放棄したため、王室に連なるドイツ系英国貴族も同様に称号を放棄した。そのため、義兄ジョージ5世より、母メアリーの実家であるケンブリッジ公爵家（1917年当時はすでに断絶）の後継としてケンブリッジ侯爵を受爵し、息子ジョージは儀礼称号としてエルサム伯爵を称した。また、弟アレグザンダーはアイルランドにちなんだアスローン伯爵を受爵した。

## 子女
1894年、ウェストミンスター公爵ヒュー・ルーパス・グローヴナーの娘マーガレットと結婚。以下の4子が誕生した。
- ジョージ（1895年 - 1981年） - 第2代ケンブリッジ侯爵
- メアリー（1897年 - 1987年） - 第10代ボーフォート公爵ヘンリー夫人
- ヘレナ（1899年 - 1969年） - ジョン・ギブス夫人
- フレデリック（1907年 - 1940年）